# AN/BPS-15
AN/BPS-15/16 — американский радар для подводных лодок, предназначенный для обзора поверхности и навигации с ограниченными возможностями воздушного предупреждения. Радар AN/BPS-16 является модификацией радара AN/BPS-15 и отличается от последнего большей мощностью излучателя.
В ВМФ США применяется модель AN/BPS-15H, коммерческий вариант радара, а также модуль мачты, предназначенный для новых подводных лодок и модернизации находящихся в строю. Радар поддерживает спецификацию ECDIS-N (англ. Electronic Chart Display Information Systems, информационные системы для отображения электронных карт), направленную на устранение бумажных карт из практики судовождения на подводных лодках.

## Конструкция
Радар использует антенну рупорного типа с апертурой 1,0 м, расположенную на выдвигаемой мачте в передней части надстройки подводной лодки. Радар выдвигается и вдвигается под ограждение рубки через широкую прорезь, крышка которой закреплена на мачте над антенной радара.
AN/BPS-16 имеет аналогичную конструкцию и характеристики за исключением мощности передатчика, которая составляет 50 кВт по сравнению в 35 кВт для AN/BPS-15
Высота мачты радара над верхним ограждением рубки подводной лодки составляет около 1 м. Как следствие, известны случаи опасного для здоровья облучения персонала, находящегося на открытом мостике в момент работы радара.

## Система ECDIS-N
Архитектура системы ECDIS-N предусматривает две консоли оператора и дисплеи, расположенные в капитанском отсеке (англ. captain's state room) и на открытом мостике подводной лодки. На системы поступают цифровые сигналы от радаров, инерционного гирокомпаса, лага, приёмника/процессора GPS и других датчиков. Система генерирует электронную навигационную карту с точным положением подводной лодки и её маршрута.

## Установки на кораблях
AN/BPS-15:
- Подводные лодки типа «Огайо» (кроме последних трёх)
- Подводные лодки типа «Лос-Анджелес»
- Подводные лодки типа «Лафайет»
- Подводные лодки типа «Трешер/Пермит»
- Подводные лодки типа «Стёджен»

AN/BPS-16:
- Подводные лодки типа «Огайо» (последние три)
- Подводные лодки типа «Сивулф»
- Подводные лодки типа «Вирджиния»

## Фото

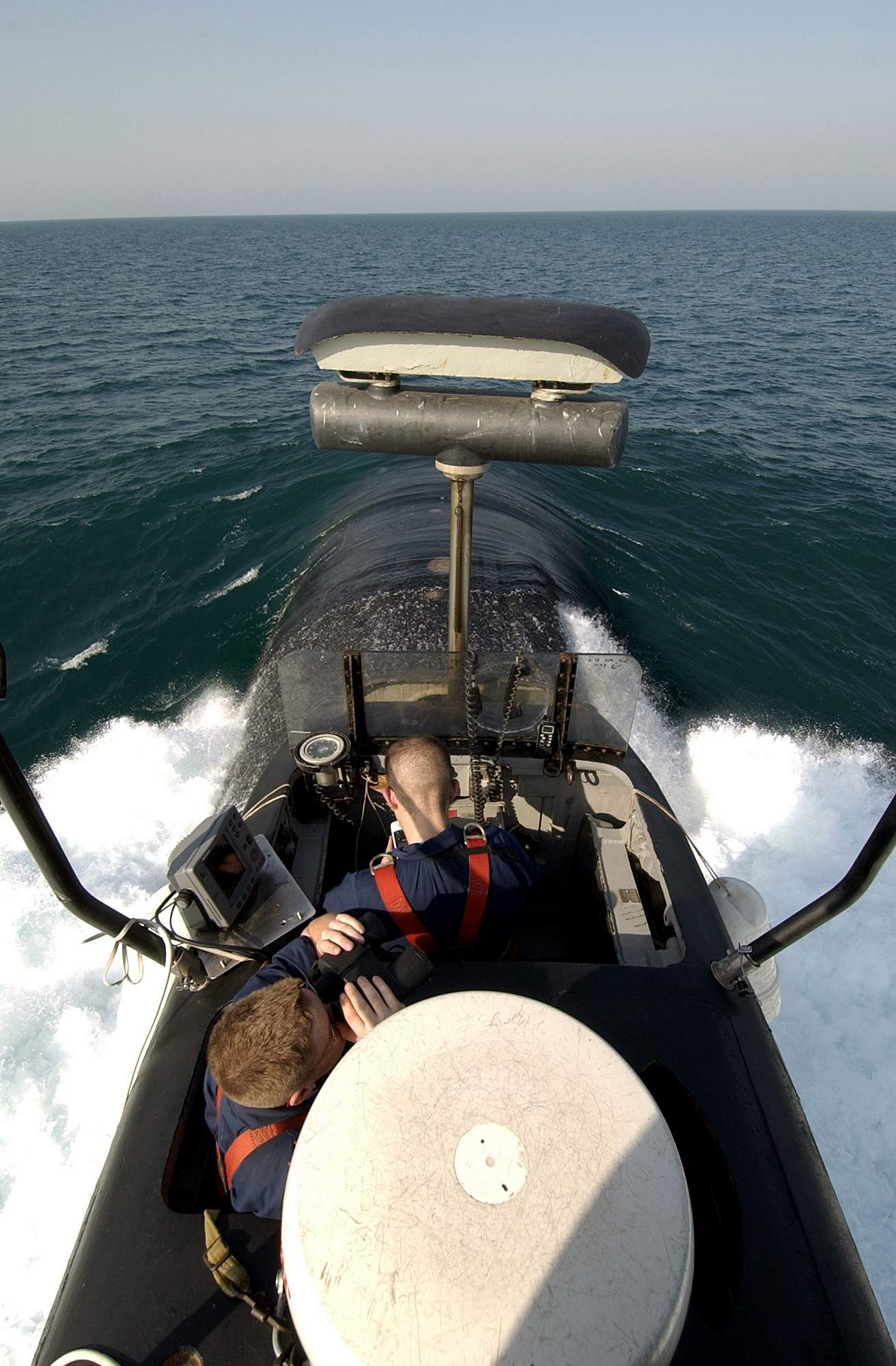
AN/BPS-15 на лодке типа «Лос-Анджелес»
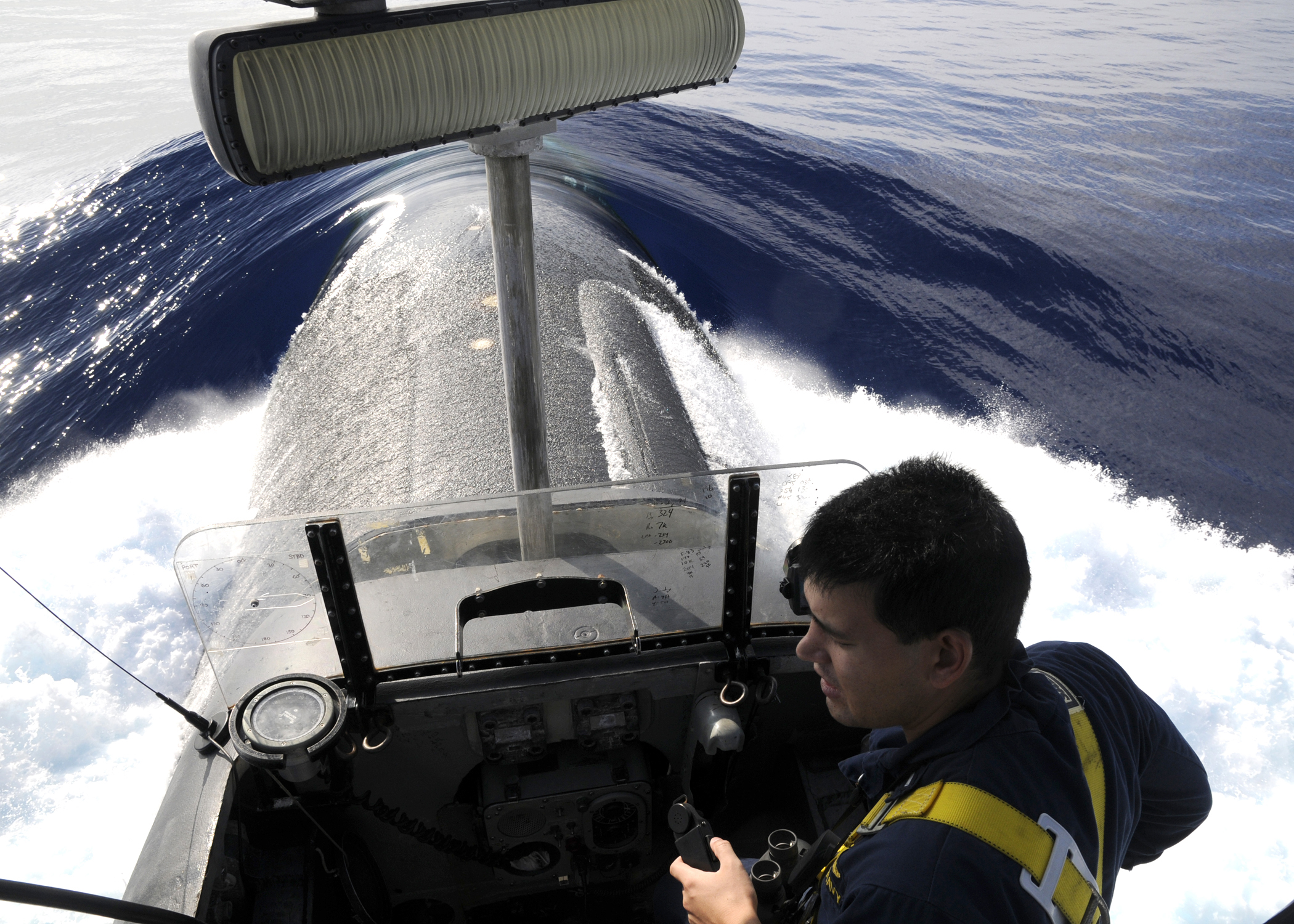
AN/BPS-15 на лодке типа «Лос-Анджелес»
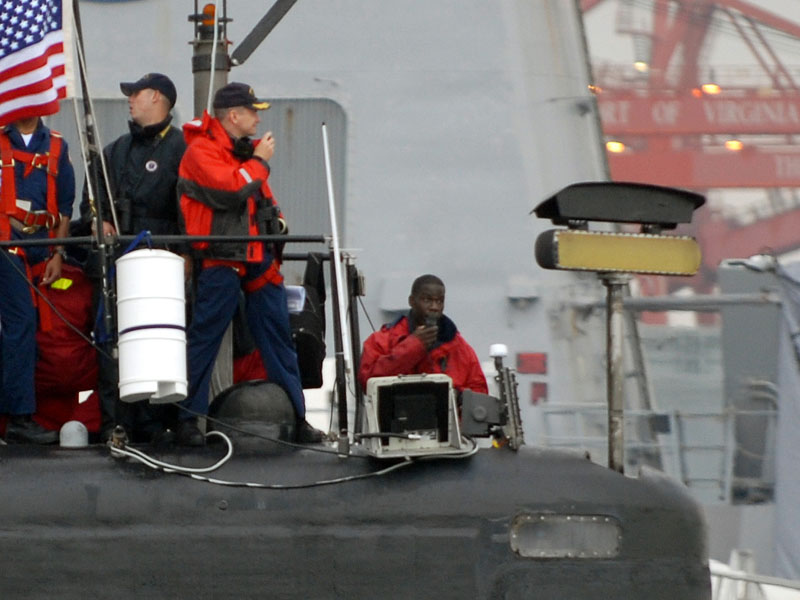
AN/BPS-15 на лодке типа «Лос-Анджелес»
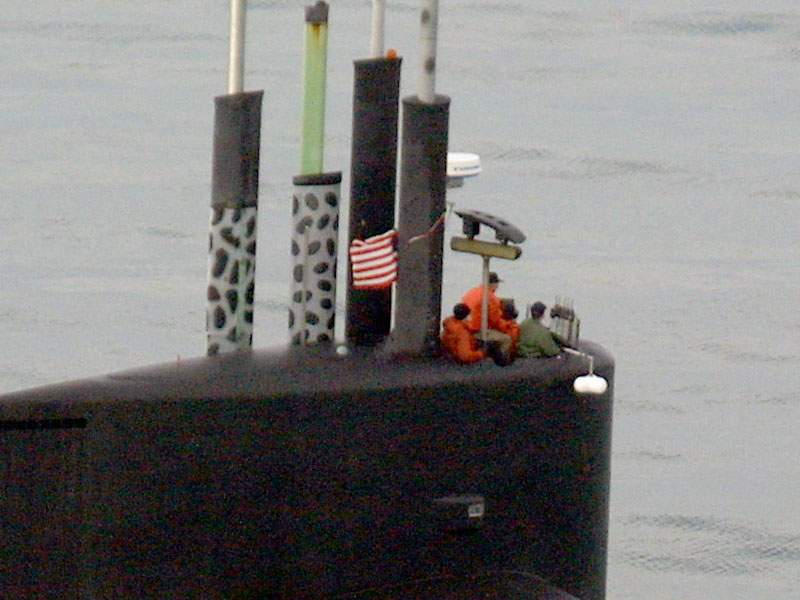
AN/BPS-15 на лодке типа «Огайо»
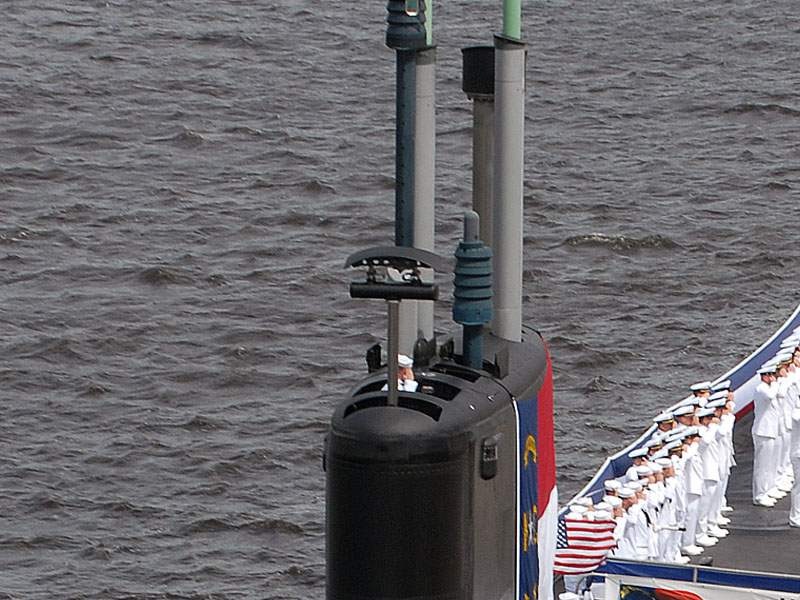
AN/BPS-16 на лодке типа «Вирджиния»